# Haileybury Comets
Die Haileybury Comets waren eine kanadische Eishockeymannschaft aus Haileybury, Ontario. Die Mannschaft spielte unter anderem in der Saison 1910 in der National Hockey Association.

## Geschichte
Die Haileybury Comets wurde 1906 als Gründungsmitglied in die Timiskaming Professional Hockey League aufgenommen. In dieser spielten sie zunächst drei Jahre lang, wobei sie vom Geschäftsmann Michael John O’Brien finanziell unterstützt wurden. Nachdem die Mannschaft mehrfach in ihren Bemühungen scheiterte, den amtierenden Stanley-Cup-Sieger Ottawa Senators aus der Eastern Canada Amateur Hockey Association herauszufordern, gründete deren Besitzer O’Brien 1909 die National Hockey Association, in der Haileybury eines von fünf Gründungsmitgliedern war, während die ECAHA aufgelöst und durch die Canadian Hockey Association ersetzt wurde, aus der die Ottawa Senators und Montreal Shamrocks nach schlechtem Zuschauerschnitt und der damit verbundenen Auflösung der Liga, im Laufe der Saison 1910 ebenfalls in die NHA wechselten.
In ihrer Premierenspielzeit belegten die Haileybury Comets den fünften Platz. Anschließend verlor die Mannschaft die finanzielle Unterstützung durch O’Brien und kehrte zur Saison 1910/11 in die Timiskaming Professional Hockey League zurück. Als diese 1911 eingestellt wurde, spielten die Comets noch weitere vier Jahre in der Amateurliga Timiskaming Senior Hockey League, ehe sie 1915 endgültig aufgelöst wurden.

## Bekannte Spieler
- Louis Berlinguette
- Art Ross
- Tommy Smith